# Alexander Remus
Alexander Remus (* 12. Januar 1887 in Wohlau, Niederschlesien; † 21. Juni 1964 in Kassel) war ein deutscher Sanitätsoffizier der Wehrmacht, zuletzt im Rang eines Generalstabsarztes.

## Leben
Alexander Remus studierte an der Kaiser-Wilhelms-Akademie für das militärärztliche Bildungswesen in Berlin und wurde ab 1905 im Pépinière-Corps Franconia aktiv. Er war auch Mitglied der Münsteraner Freimaurerloge Zu den drei Balken. 1911 war er nach seiner Dissertation Unterarzt und später Assistenzarzt beim Infanterie-Regiment 16.
Remus war um 1933 als Generaloberarzt Chefarzt am Reichswehrlazarett in Berlin-Tempelhof. Er erhielt eine Beförderung zum Generalarzt mit Wirkung zum 1. Oktober 1937 und zum Generalstabsarzt mit Wirkung zum 1. April 1941. Vom 26. August 1939 bis zum 9. Oktober 1939 und vom 1. April 1942 bis 1945 war er Korpsarzt des IX. Armeekorps in Kassel. Mit dem Armeekorps nahm er im Zweiten Weltkrieg u. a. an der Operation Barbarossa, später an der Invasion von Frankreich und der Schlacht um Moskau teil.
Ab November 1940 war er Armeearzt im Armeekorps des Grenzabschnitts Süd, wechselte anschließend vom 12. März 1940 bis April 1942, abgelöst vom Generalstabsarzt Karl Meinardus, in gleicher Position zur 16. Armee.
Nach dem Krieg wurde er Facharzt für Innere Medizin und er war ab ca. 1933 ordentliches Mitglied der Deutschen Gesellschaft für Innere Medizin.
Mit 77 Jahren gestorben, wurde er auf dem Militärfriedhof in Kassel beigesetzt.

## Werke (Auswahl)
- Die Aetiologie der Chorea minor. Dissertation, Berlin, 1911
- Die Bedeutung des Kauffmannschen Diureseversuchs für die militärische Praxis. Veröffentlichung auf dem Gebiet des Heeres-Sanitärwesens, Heft 85, Mittler & Sohn, Berlin, 1925, S. 217–222